# Salsa mousseline
La salsa mousseline è una salsa usata nella cucina francese.
Impiegata per la nappatura di verdure (solitamente cotte) e pesce (cotto a vapore o lesso). Gli ingredienti di partenza sono gli stessi di una salsa olandese (burro chiarificato, tuorli d'uovo ed eventualmente succo di limone), a cui si aggiunge la panna montata o crema di latte. 
Rientra nella categoria delle salse emulsionate. Data la sua consistenza, a volte viene chiamata "maionese calda".

## Preparazione
Si prepara con le stesse modalità della salsa olandese. Il grado di difficoltà è simile e spesso è considerata una olandese ridotta. 
Si versano i tuorli d'uovo in una casseruola alta (metallica o resistente al calore) posta a bagnomaria. Il composto viene sbattuto fino alla consistenza di una mousse. A poco a poco si aggiunge burro fuso caldo ottenendo l'emulsione. Quando si è addensato, si versa la panna. Va servito caldo. In molti casi oltre la panna viene aggiunta una salsa olandese preparata a parte.